# John Sandfield Macdonald

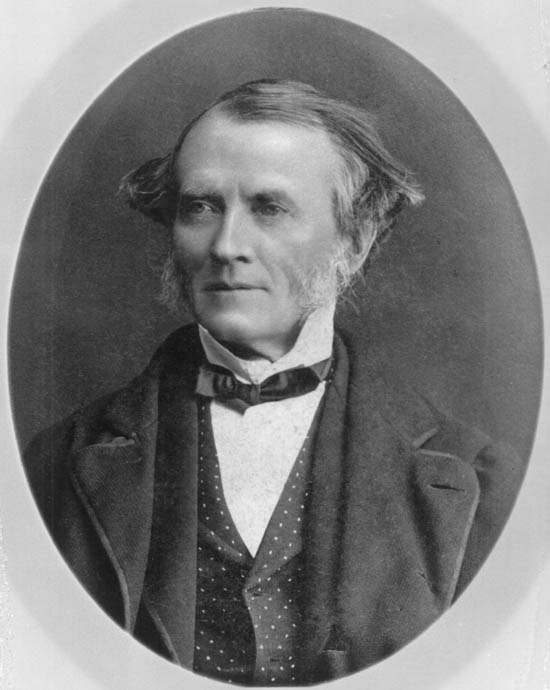
John Sandfield Macdonald

J. S. Macdonalds Unterschrift

John Sandfield Macdonald, QC (* 12. Dezember 1812 in St Raphael West, Glengarry County, Oberkanada; † 1. Juni 1872 in Cornwall, Ontario) war ein kanadischer Politiker. Er war vom 15. Juli 1867 bis zum 20. Dezember 1871 der erste Premierminister der Provinz Ontario. Darüber hinaus gehörte er von 1867 bis zu seinem Tod dem kanadischen Unterhaus an und war Vorsitzender der Conservative Party of Ontario. Zuvor hatte er 16 Jahre lang dem Parlament der Provinz Kanada angehört und war von 1862 bis 1864 Co-Regierungschef dieser britischen Kolonie gewesen.

## Biografie
Der Sohn schottischer Einwanderer arbeitete nach der Schulzeit einige Jahre lang als Verkäufer in einem Gemischtwarenladen. Von 1832 bis 1835 studierte er Recht, 1840 erhielt er das Anwaltspatent und eröffnete in Cornwall eine Kanzlei. Im selben Jahr heiratete er in New York City Marie Christine Waggaman, die Tochter von George Augustus Waggaman, einem ehemaligen Senator des US-Bundesstaates Louisiana. 1841 überredeten ihn einflussreiche Konservative dazu, um einen Sitz im Unterhaus der Provinz Kanada zu kandidieren.
Macdonald wurde mit großem Vorsprung gewählt und gehörte dem Parlament dieser britischen Kolonie ununterbrochen bis zu dessen Auflösung im Jahr 1867 an. Von 1849 bis 1852 gehörte er Robert Baldwins Kabinett an und war stellvertretender Justizminister von Oberkanada. Ab 24. Mai 1862 amtierte er als Co-Regierungschef der Provinz Kanada, zunächst gemeinsam mit Louis-Victor Sicotte, von 15. Mai 1863 bis zum 30. Mai 1864 mit Antoine-Aimé Dorion. Zu Beginn war Macdonald ein Gegner der Kanadischen Konföderation, akzeptierte sie jedoch als letztlich unausweichlich und wurde zu einem Verbündeten von John Macdonald, dem ersten Premierminister des neuen kanadischen Staates.
Mit der Unterstützung seines Namensvetters wurde Macdonald am 15. Juli 1867 zum ersten Premierminister der neuen Provinz Ontario ernannt. Fünf Tage später folgte die Wahl ins kanadische Unterhaus (damals waren Doppelmandate auf Provinz- und Bundesebene noch erlaubt). Die ersten Wahlen zur Legislativversammlung von Ontario im September 1867 ergaben eine Pattsituation, sodass Konservative und Liberale unter Macdonalds Führung eine Koalitionsregierung bildeten. Ihre Schwerpunkte waren der Ausbau der Infrastruktur und die Neuordnung des Bildungswesens.
Am 20. Dezember 1871 wurde die Regierung durch ein Misstrauensvotum gestürzt. Macdonald erkrankte schwer und starb fünf Monate Jahr später an Herzversagen. Für die nächsten 132 Jahre blieb er der einzige katholische Regierungschef Ontarios, bis zur Wahl von Dalton McGuinty im Jahr 2003. Sein jüngerer Bruder Donald Alexander Macdonald war ebenfalls Unterhausabgeordneter.